# Politické hnutí PRO2016
Politické hnutí PRO 2016 (PRO2016) bylo české politické hnutí zaměřené na komunální politiku, které existovalo mezi lety 2016 a 2020.
U jeho vzniku stáli lidé, kteří odešli z hnutí ANO 2011 kvůli nesouhlasu s postavením Andreje Babiše, nedostatkem komunikace a direktivním řízením. První předsedkyní hnutí se stala Radka Kůtová Paulová. Na 2. volebním sněmu v únoru 2018 dalo dosavadní předsednictvo své funkce k dispozici a delegáti zvolili nové vedení. Předsedou byl zvolen Tibor Batthyány (tehdejší primátor Liberce) a první místopředsedkyní byla zvolena Radka Kůtová Paulová. Zároveň byla založena další krajská organizace, a to v Libereckém kraji v čele s Tiborem Batthyánym. V obecních volbách do zastupitelstev měst a obcí v roce 2018 získalo hnutí 6 mandátů (3 ve městě Kaplice, 2 ve městě Český Krumlov a 1 v Prostějově). Vzhledem k celkovému neúspěchu hnutí PRO 2016 se jeho celostátní sněm usnesl na rozpuštění hnutí, toto rozhodnutí nabylo na účinnosti k únoru 2020.

## Politická orientace
PRO 2016 se orientovalo středopravě. Programově podporovalo rodiny, střední třídu, podnikatele a živnostníky. Zaměřovalo se na komunální politiku, bez ambicí na jiné úrovně voleb.

## Organizační struktura
Zpočátku měly existovat jen tři regionální organizace, a to v Jihočeském, Jihomoravském a Olomouckém kraji. V roce 2018 vznikla organizace také v Libereckém kraji.